# فنیلن‌دی‌آمین

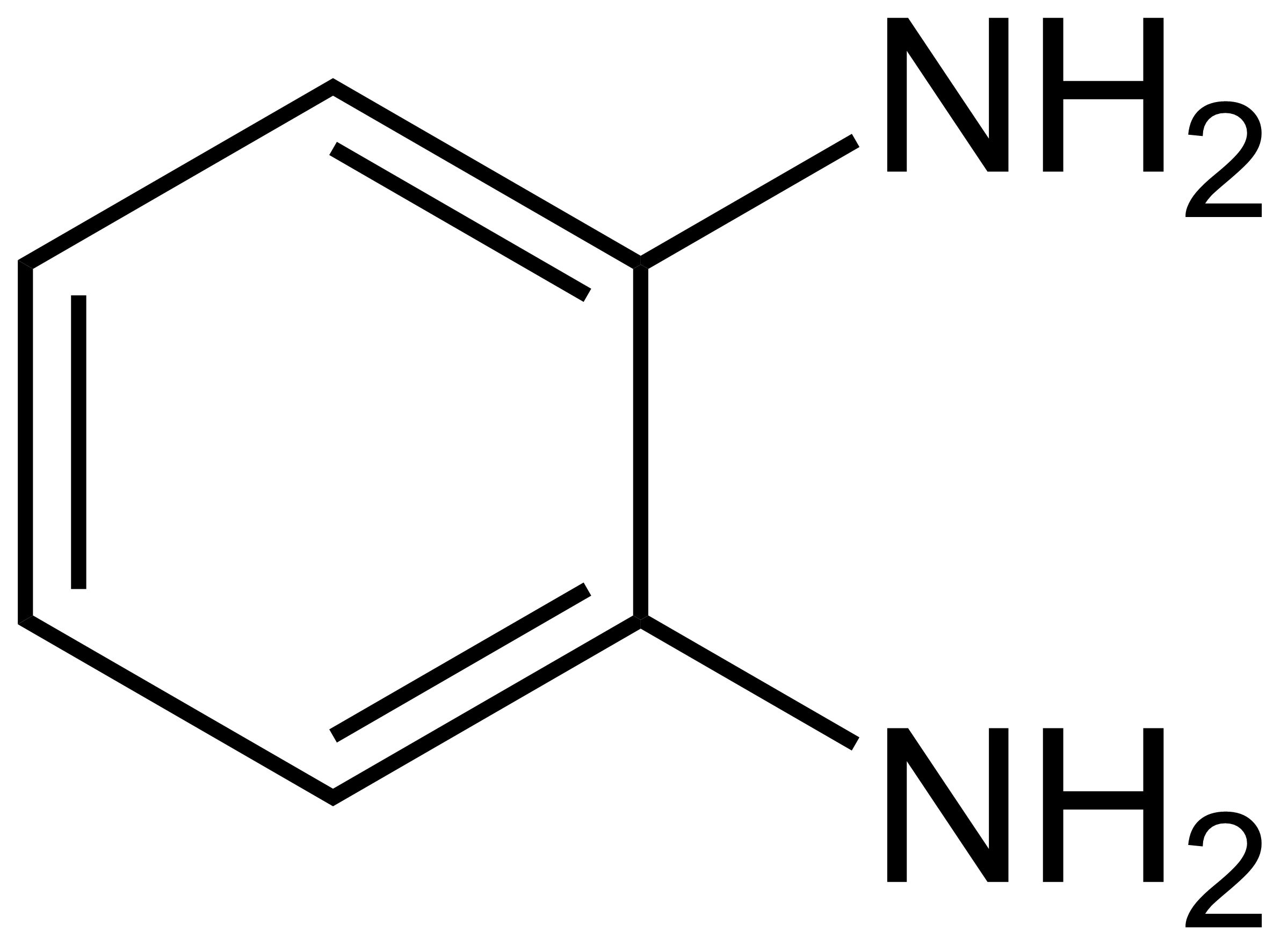
فنیلن‌دی‌آمین

فنیلن‌دی‌آمین ممکن است به یکی از موارد زیر اشاره داشته باشد:
- اورتو فنیلین دی‌آمین
- ام-فنیل ان دی آمین
- پارا-فنیلین دی‌آمین
- دی متیل-۴-فنیل ان دی آمین
- تترامتیل-پارافنیلن‌دی‌آمین